# Rood-Roethenië

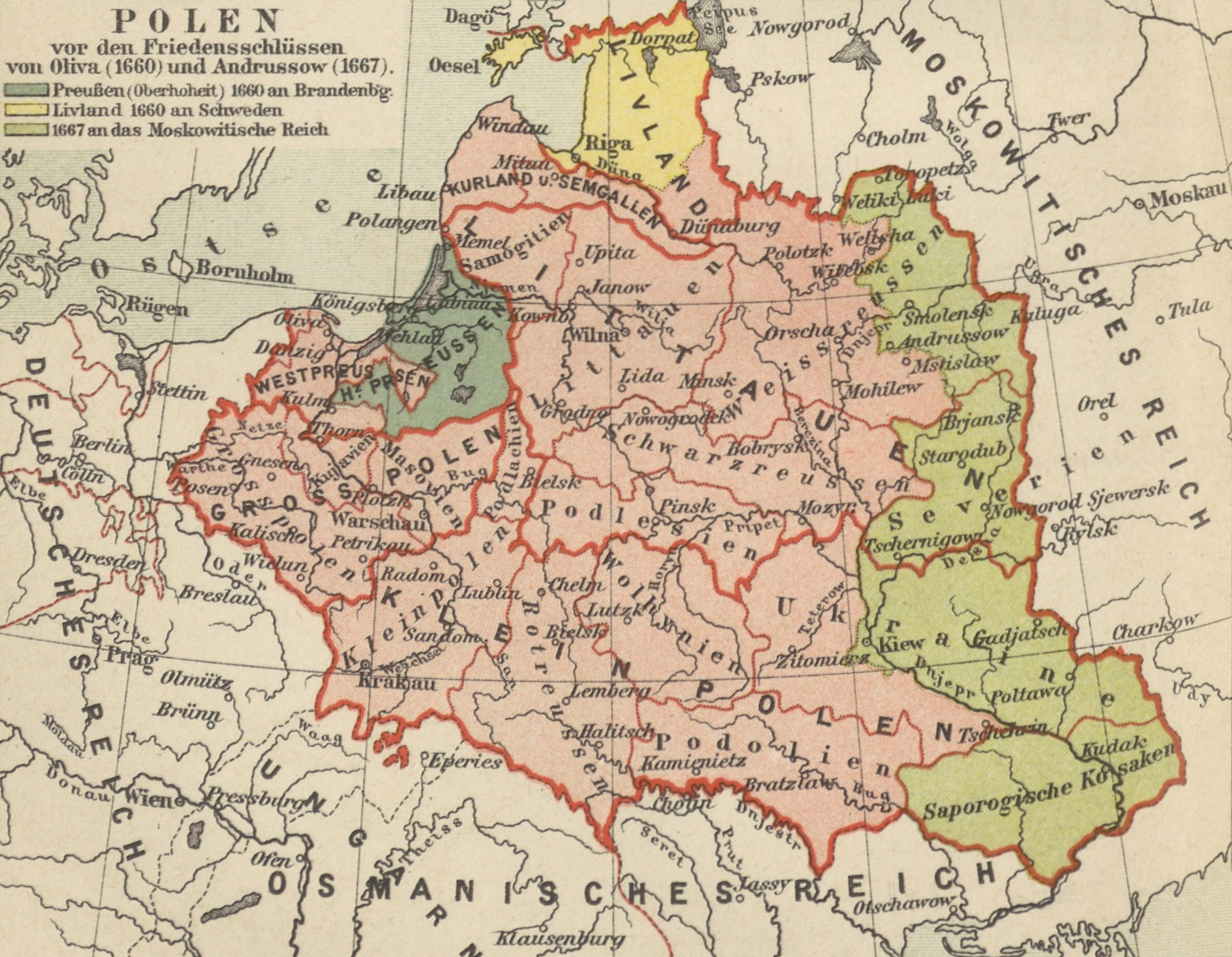
"Rotreussen" (gelegen in Klein-Polen) op een kaart van Polen uit 1890 naar de situatie van 1660.

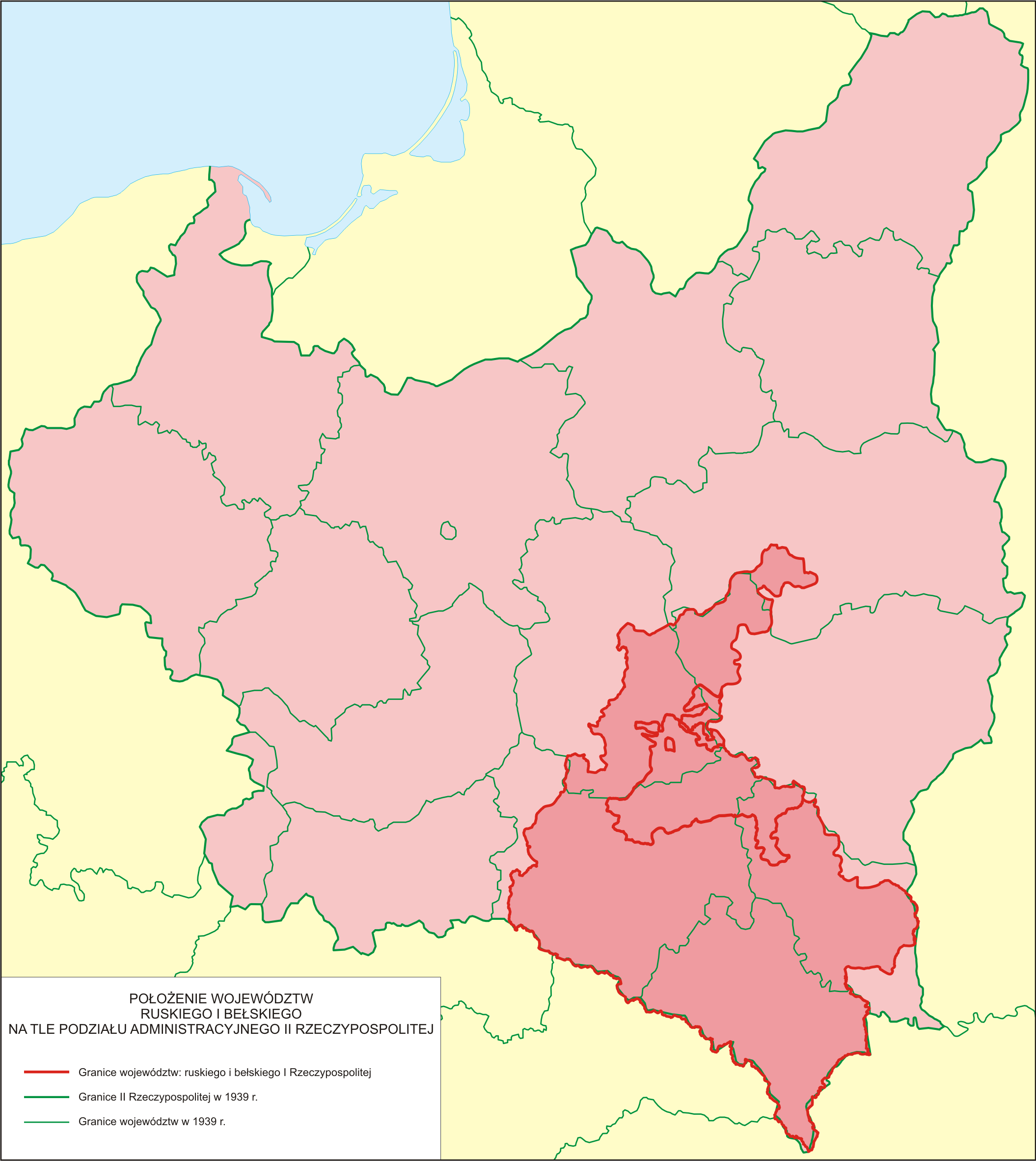
Rood-Roethenië ten tijde van de Tweede Poolse Republiek

Rood-Roethenië of Rood-Roes (Latijn: Ruthenia Rubra of Russia Rubra, Pools: Ruś Czerwona, Oekraïens: Червона Русь, Tsjervona Roes, Russisch: Червоная Русь, Tsjervonaja Roes) is een geografische benaming die sinds de vijftiende eeuw gebruikt werd voor het gebied dat tegenwoordig bekendstaat als Oost-Galicië of West-Oekraïne.

## Geschiedenis
In de vroege middeleeuwen werd het gebied bewoond door de Slavische stammen der Vjatitsjen en Radimitsjen.
Vanaf de 10e eeuw werd het gebied betwist tussen de Polanen (de Civitas Schinesghe) en het Kievse Rijk, die elk rechten op het land claimden.
Het wordt voor het eerst genoemd in 981 als de vestingen van Tsjerven (Tsjervenski gorody, grody Czerwieńskie), toen Vladimir van Kiev in een militaire campagne de bolwerken aan de grens met het land van de Ljachen veroverde. Vogens de Nestorkroniek:
Vladimir marcheerde op de Ljachen en nam hun steden: Psjemysl, Tsjerven, en andere
In 1018 werd het door de Polanen heroverd, in 1031 opnieuw door Kiev.
Na het uiteenvallen van het Kievse Rijk werden de vestingen van Tsjerven een deel van het Koninkrijk Galicië-Wolynië. Dit stond vanaf 1240 onder de nominale horigheid van de Gouden Horde.
In de jaren 1340 werd het gebied door Casimir III van Polen heroverd. De benaming "Tsjervenski" ("van Tsjerven") lijkt door volksetymologie veranderd te zijn in "Tsjervona" ("rood"). Vanaf deze tijd wordt de naam Ruś Czerwona overgeleverd, vertaald als "Rode Roes" ofwel "Rood-Roethenië", nu met betrekking tot het gebied rond Przemyśl tot aan de Dnjestr. Przemyśl ontwikkelde zich als de belangrijkste stad.
Nadat in de periode 1340–1392 Polen en Litouwen over het bezit van Galicië-Wolynië streden, kwam het grootste deel van Rood-Roethenië bij Polen als het Woiwodschap Roethenië. In latere tijd werd de benaming Rood-Roethenië als synoniem voor het Woiwodschap Roethenië gebruikt, ook nadat diens politieke centrum zich naar Lviv verplaatst had.